# داريل كيرش
داريل كيرش (بالإنجليزية: Darrell G. Kirch) هو طبيب أمريكي يشغل منصب المدير التنفيذي لرابطة الكليات الطبية الأمريكية. تدرب كيرش كطبيب نفسي وعالم أعصاب، قبل أن يتولى مناصب إدارية عليا في العديد من الكليات الطبية.

## التعليم والمهنة في وقت مبكر
درس كيرش الطب في جامعة كولورادو دنفر، وتخرج بدرجة البكالوريوس وحصل بعد ذلك على الدكتوراه في الطب في عام 1977. أكمل كيرش فترة تدريبه كطبيب مقيم في الطب النفسي في عام 1982.

## مناصبه
عمل كيرش في المعهد الوطني للصحة العقلية، وأصبح المدير العلمي بالنيابة في عام 1993.
أصبح كيرش في عام 1994 عميد كلية الطب في كلية الطب بجورجيا. تولى كيرش في عام 2000 منصب عميد كلية الطب جامعة ولاية بنسلفانيا والرئيس التنفيذي لمركز ولاية بنسلفانيا ميلتون هيرشي الطبية .
انضم كيرش إلى المجلس التنفيذي للمجلس في عام 2001، ثم في يوليو 2006، تولى منصب الرئيس ثم الرئيس التنفيذي.

## الحياة الشخصية
تزوج كيرتش من ديبورا ولديهما ابنتان.

## الجوائز والتكريم
حصل كيرش على وسام الخدمة المتميزة في دائرة الصحة العامة بالولايات المتحدة.
حصل كيرش على جائزة كولورادو دينفر «الفضة والذهب» في عام 2002. كما حصل على دكتوراه فخرية في العلوم في عام 2013.

## روابط خارجية
- biography at AAMC